# فرودگاه ایباراکی
فرودگاه ایباراکی (به انگلیسی: Ibaraki Airport) (به زبان بومی: Hyakuri Air Base) یک فرودگاه نظامی و همگانی با کد یاتا IBR است که یک باند فرود بتن دارد و طول باند آن ۲۷۰۰ متر است. این فرودگاه در شهر اومیتاما، ایباراکی کشور ژاپن قرار دارد .

## شرکت‌های هواپیمایی و مقصدهای پروازی

### مسافری
| شرکت‌های هواپیمایی   | مقصدهای پروازی                  |
| ------------------- | ------------------------------- |
| Fuji Dream Airlines | چارتر: نیو تانگاشیما، یاکوشیما  |
| Jin Air             | چارتر: ججو                      |
| Skymark Airlines    | فوکوئوکا، کوبه، ناها، نیو چیتوز |
| اسپرینگ ایرلاینز    | شانگهای پودنگ                   |
| تایگرایر تایوان     | چارتر: تائویوان تایوان          |